# Chittaurgarh
Chittaurgarh (eller Chittorgarh; kortare namnformer är Chittor eller Chittaur) är en stad i delstaten Rajasthan i nordvästra Indien. Den är administrativ huvudort för distriktet Chittaurgarh och hade cirka 120 000 invånare vid folkräkningen 2011. 

## Fästningen i Chittaurgarh
Fästningen upptar en areal av 280 hektar, och den omgivande, krenelerade, med stora, runda torn försedda muren har en längd av 11 kilometer. Några hyddor, gömda i det inre av denna anläggning bland ruiner av palats och tempel, representerar det forna Chittaurgarh.
Thomas Roe, som var engelsk ambassadör vid stormogulens hov i början av 1600-talet, berättar, utan tvivel med stor överdrift, att staden hade 100 000 stenhus. Men denna överdrift är förklarlig, om man betänker, att det än idag har inte mindre än 300 mer eller mindre väl bevarade gamla hus. De äldsta är Tuar Chitrang Moris, stadens grundläggares, palats, det lilla citadellet på nordvästra delen av platån samt Khovacin Stamba ("ryktets torn"), en fyrsidig prisma av 23 meters höjd med 9 meters diameter vid basen och 4,6 meters upptill, betäckt med jainafigurer. Roe fann ett inskriftsfragment som angav ett datum motsvarande år 896 av vår tidräkning.
Även på många andra ställen i ruinerna finns jainainskrifter, den äldsta från år 755. Bland övriga byggnader märks särskilt Khirat Khumb ("segerns torn"; från tiden närmast före 1459), likaledes en fyrsidig prisma, av 37 meters höjd, delad i 9 våningar och prydd med tusentals statyer, representerande hela den hinduiska olympens gudavärld. Denna till utseendet ointagliga fästning, som i mer än 700 år var Mewars huvudstad, intogs och plundrades tre gånger: 1303 av kejsar Ala-ed-Din, efter 12 års belägring, omkring 1537 av Bahadur Shah i Gujarat och slutligen 1557 av Akbar den store.